# Chloroleucon guantanamense
Chloroleucon guantanamense är en ärtväxtart som beskrevs av Nathaniel Lord Britton och Joseph Nelson Rose. Chloroleucon guantanamense ingår i släktet Chloroleucon och familjen ärtväxter. Inga underarter finns listade i Catalogue of Life.